# Iskra (obwód Burgas)
Iskra (bułg. Искра) – wieś w Bułgarii, w obwodzie Burgas, w gminie Karnobat. W 2023 roku liczyła 394 mieszkańców.